# 消費電子產品

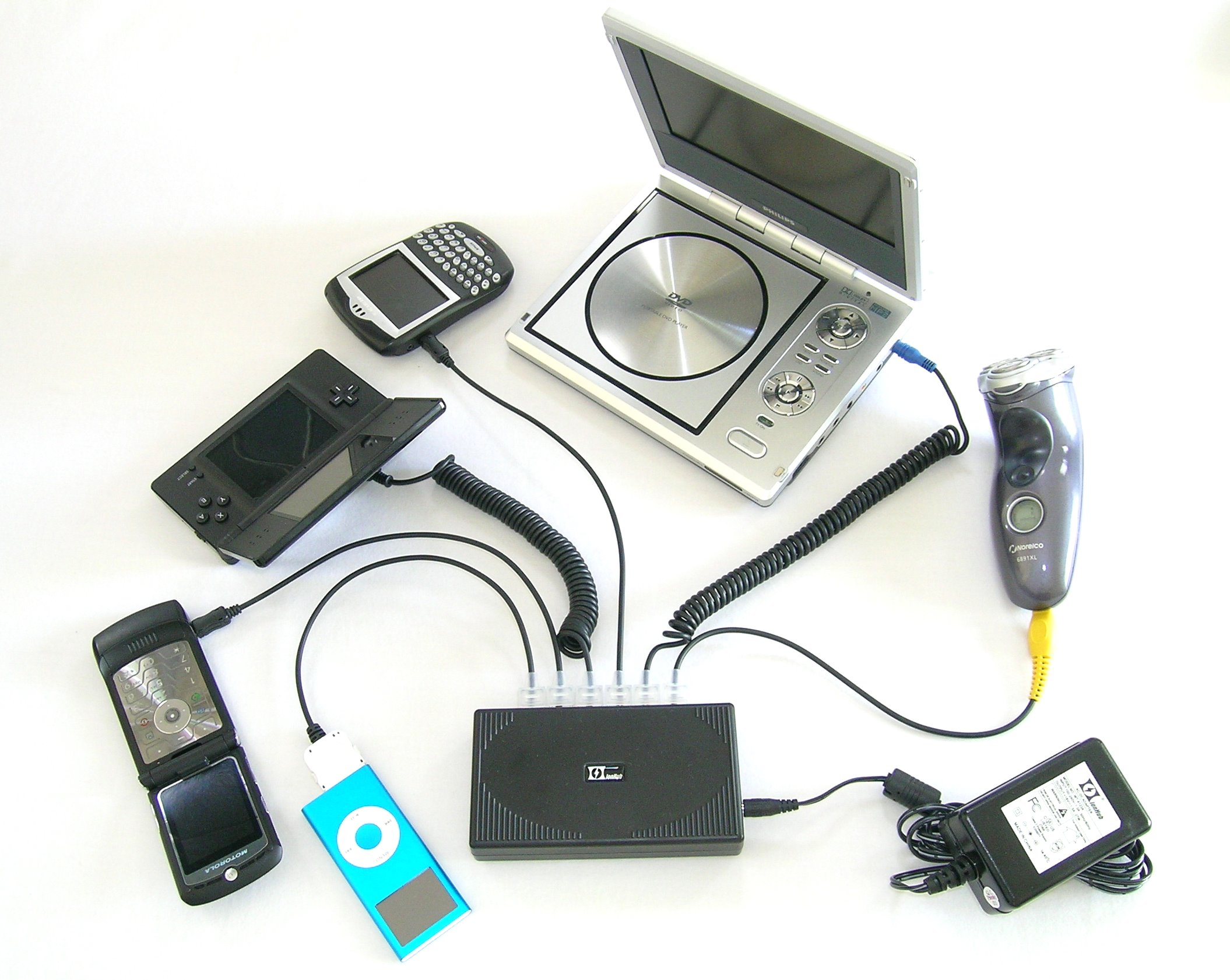
3C產品

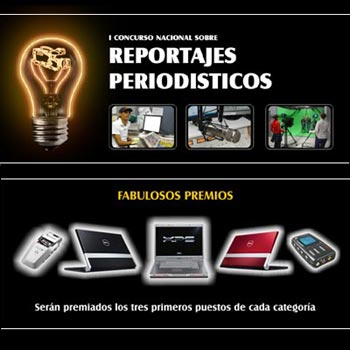
消費電子產品廣告

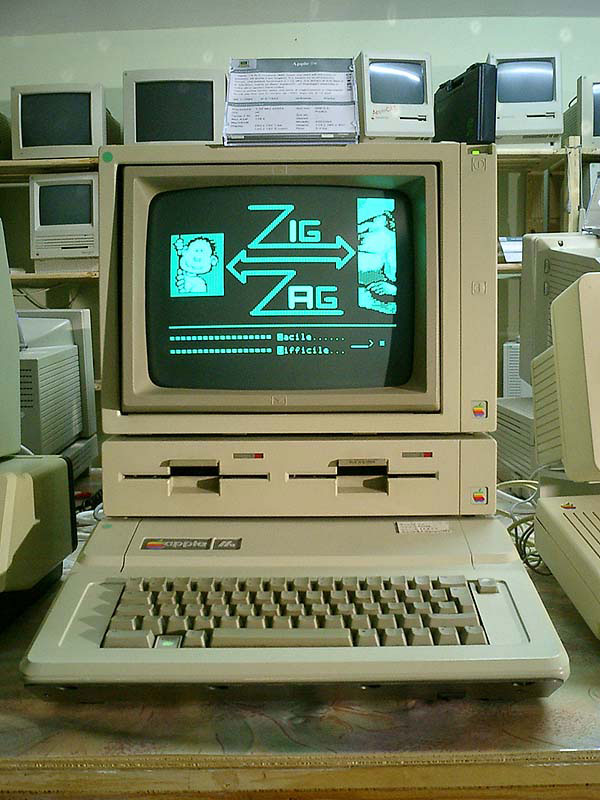
過時的電子產品──Apple IIe

消費電子產品（英語：consumer electronics）、也稱為黑色家電或棕色家電、是指供日常消費者生活使用之電子產品。它属于特定的家用电器或手提電器，內有電子元件，通常會應用於娛樂、通訊以及文書用途，例如電視、電話、音響、高保真、DVD播放機甚至電腦等。消費電子產品於世界各地均有製造。
消費電子產品的一個重要特性，就是它們全都會隨著時間而有降低價格的趨勢。這是由於製造商的效率和科技的改善，令消費電子產品能夠不斷推陳出新。與半導體有關的電子產品，例如電腦器材，均是遵從摩爾定律，即是在同一個價格下，每18個月後產品的性能會提升一倍。然而，這也促使很多消費者定期更換那些消費電子產品，產生電子垃圾的問題。

## 發展趨勢
商品體積
除了與容積相關的大型家用電器以外，大多朝向輕薄短小化的發展。以方便攜帶或使用。
自動化
例如單鍵操控（One Touch），模糊逻辑（Fuzzy logic），簡化使用者的操作。
節能設計
由於待機（Standby power）仍須消耗5到10%的能源。所以藉由改善電路的設計，將使用時與待機模式時的耗電量再降低。